# 1999 في الكويت

## المناصب
- أمير الدولة: جابر الأحمد الصباح
- رئيس الوزراء وولي العهد: سعد العبد الله السالم الصباح

## أحداث
- 30 أكتوبر - وقوع أحداث شغب خيطان.

## وفيات
- محمد السريع - ممثل.
- فهد الدويري - شاعر وقاص.